# Dominikanerorden in Warburg

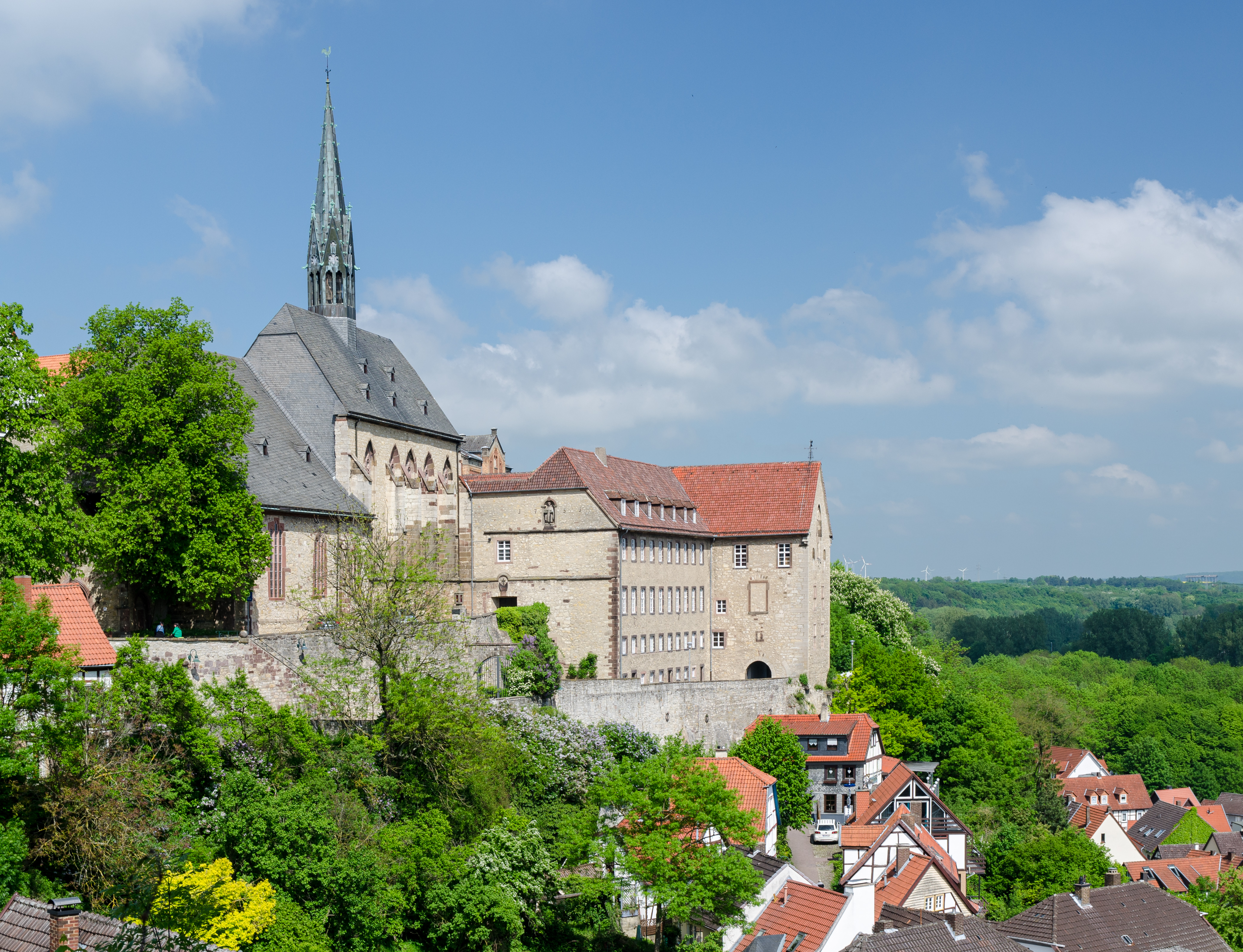
Das Gymnasium Marianum mit seiner Kirche, erstes ehemalige Dominikanerkloster

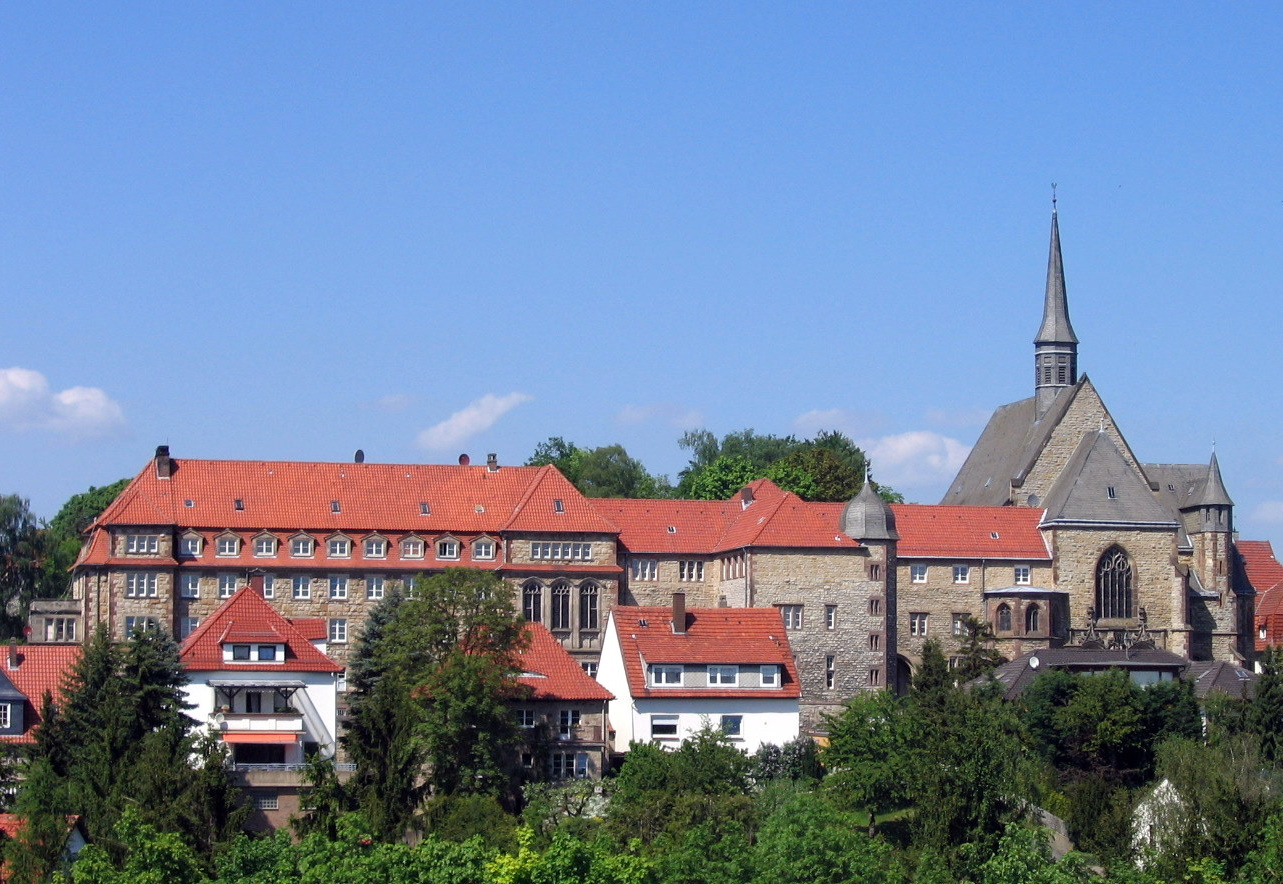
Das seit 1996 syrisch-orthodoxe Kloster St. Jakob von Sarug; zweites ehemaliges Dominikanerkloster

Der Dominikanerorden war über 700 Jahre mit Unterbrechungen in Warburg ansässig.
Der 1215 gegründete Bettelorden der Dominikaner – Ordo Praedicatorum, „Predigerorden“ – wurde von dem Bischof Otto von Rietberg 1281 nach Warburg berufen. Am Festtag Johannes des Täufers, dem 24. Juni 1281 bezogen sie ein bischöfliches Haus in der Nachbarschaft der Altstadtkirche. Die Niederlassung wurde vom Generalkapitel des Ordens als Konvent bestätigt. Gleich zu Beginn ihres Aufenthaltes gab es durch Neid und Konkurrenzdenken Widerstand gegen die Niederlassung. Verschärft wurde dieser Streit dadurch, dass der Bischof den Dominikanern die Altstadtkirche St. Maria in vinea überschrieb, die Altstadtpfarrei auflöste und die Altstädter mit der Neustadtgemeinde vereinte. Dies führte zu einem Konflikt zwischen den Altstädtern und dem Bischof. Der Konflikt wurde dadurch entschärft, dass die Dominikaner an den Bergsporn ein neues Gebäude bauten und die Altstädter Gemeindepfarrei aufgaben. Auf dem neuen Gelände der Dominikaner wurde eine Klosterschule eingerichtet, aus der sich das spätere Gymnasium Marianum entwickelte.
1810 wurde der Orden durch ein Dekret des Königs Jérôme Bonaparte gesetzlich supprimiert, und von der darauffolgenden preußischen Besatzung wurden Kloster und Schule 1824 aufgelöst. Das Vermögen wurde vom Staat eingezogen, die Gebäude verstaatlicht. Die Schule wurde 1826 als Königliches Progymnasium zu Warburg wieder eröffnet. 
Ende des 19. Jahrhunderts kehrten die Dominikaner nach Warburg zurück. Sie benötigten eine Ausbildungsstätte für ihren Nachwuchs. 1908 wurde das ab 1903 neu errichtete Gebäude an der neu entstandenen Klosterstraße bezogen. Im Jahre 1993 wurde dieses Kloster nach Umstrukturierungen der Ordensprovinz zugunsten des Dominikanerklosters St. Paulus in Worms aufgegeben. Der letzte Prior des Klosters in Warburg war Pater Burkhard Runne (OP).
Die Stadt Warburg erhielt als dauerhaftes Andenken an die Dominikaner aus deren Klosterbibliothek das Exemplar der Bibel von Hans Grüninger aus dem Jahr 1485 als Geschenk für das Stadtmuseum Museum im Stern.
Das Klostergebäude wurde 1996 von der syrisch-orthodoxen Kirche Deutschlands gekauft. Es ist bis heute Sitz des syrisch-orthodoxen Erzbischofs von Deutschland und wird als syrisch-orthodoxes  Kloster St. Jakob von Sarug genutzt.

## Bekannte Warburger Dominikaner
- Otto Beckmann (1476–1556), Theologe, Pfarrer, Humanist und Gegner Martin Luthers
- Eduard Heinrich Knackfuss (1855–1945), religiöser Autor und Maler
- Gordian Landwehr (1912–1998), Prior in Leipzig, bedeutender Prediger in der DDR
- Remigius Chmurzynski (1917–2006), Theologe, Syndikus
- Diego Arenhoevel (1930–1983), Alttestamentler, Bibelübersetzer
- Paul-Heinz Guntermann (1930–2006), ehem. Leiter des Auslandssekretariates der Deutschen Bischofskonferenz
- Christoph Schönborn (* 1945), Kardinal und Erzbischof von Wien